# Diphuia nitida
Diphuia nitida är en tvåvingeart som beskrevs av Sturtevant och Wheeler 1954. Diphuia nitida ingår i släktet Diphuia och familjen vattenflugor. Inga underarter finns listade i Catalogue of Life.